# Melpomene gracilis
Melpomene gracilis är en stensöteväxtart som först beskrevs av William Jackson Hooker, och fick sitt nu gällande namn av Alan Reid Smith. Melpomene gracilis ingår i släktet Melpomene och familjen Polypodiaceae. Inga underarter finns listade.